# Östra Kniperedstjärnen
Östra Kniperedstjärnen är en sjö i Mölndals kommun i Halland och ingår i Kungsbackaåns huvudavrinningsområde.